# Хімічні атаки під час громадянської війни в Сирії

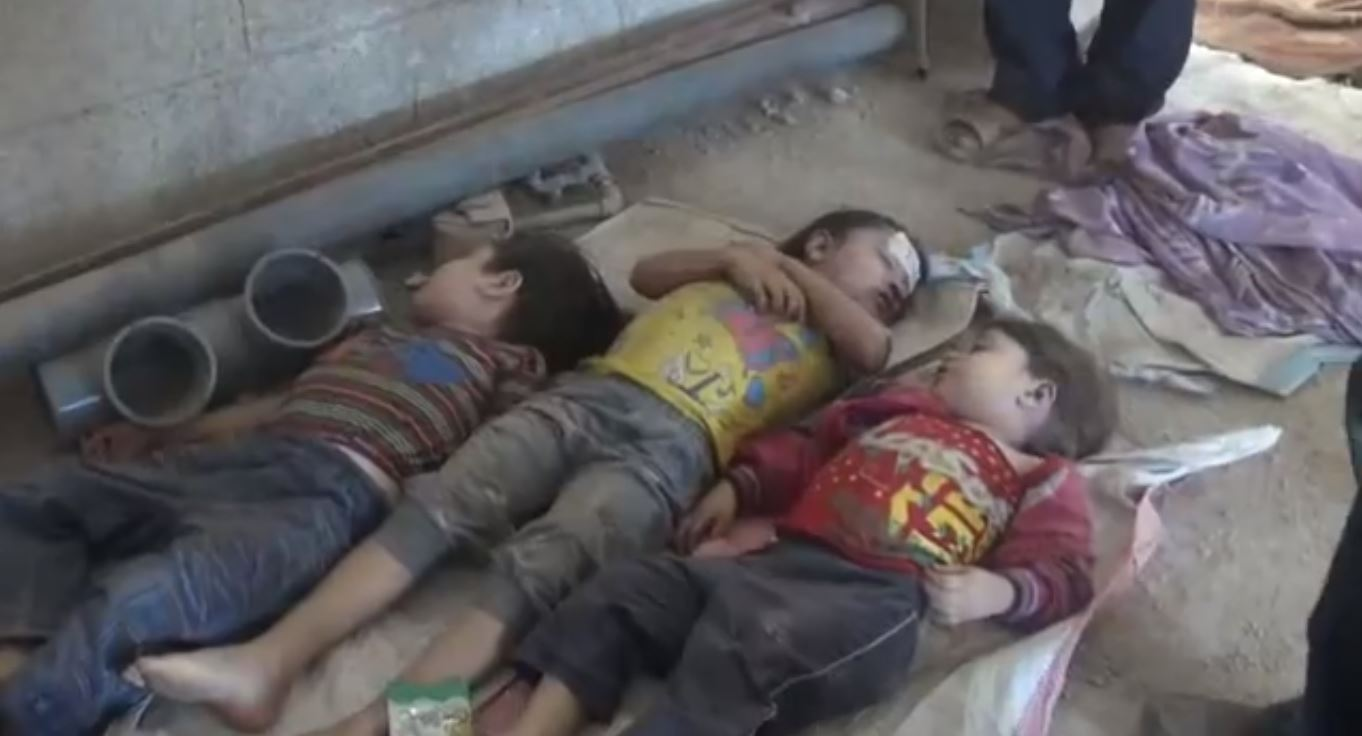
Жертви хімічних атак в Гуті

Майже від початку збройного конфлікту в Сирії були зафіксовані численні випадки застосування хімічної зброї, що було підтверджено Організацією Об'єднаних Націй. На початку 2016 року сирійсько-американське медичне товариство оприлюднило доповідь, в якій було описано 161 атаку із застосуванням хімічної зброї від початку війни й до кінця 2015 року. Організація також мала інформацію про іще 133 хімічні атаки, але стосовно яких забракло переконливих доказів.
Задокументована 161 атака із застосуванням хімічної зброї забрала 1491 життів, іще 14 581 особа зазнала отруєння різного ступеню. Із зафіксованих атак 77 % випадків стались вже після ухвалення резолюції Ради Безпеки ООН 2118 у вересні 2013 року, якою були створені механізми для знищення задекларованих запасів хімічної зброї в Сирії. У 2015 році було зафіксовано 69 атак із використанням хімічної зброї. При чому серед використаних отруйних речовин був застосований і хлор, навіть після ухвалення резолюції Ради Безпеки ООН 2209, яка засудила його застосування як зброї в Сирії.
Хімічна атака на Хан-Шейхун 4 квітня 2017 року стала 175-ю відомою атакою із застосуванням хімічної зброї.
На думку дослідника аналітичного центру RAND Брайана Дженкінса, режим Ассада вдається до застосування хімічної зброї проти цивільного населення у підконтрольних опозиції населених пунктах як інструмента терору. З огляду на нездатність захопити населені пункти звичними методами, скидання на них хімічної зброї має залякати мешканців та спонукати до втечі в інші регіони. З іншого боку, на тлі виснаження власних сил та високої залежності від доброї волі Ірану та Росії, застосування хімічної зброї може служити для підвищення власного статусу в очах підконтрольного населення та показати прибічникам незалежність в ухваленні рішень.

## Перебіг подій
Перші хімічні атаки були зафіксовані вже в грудні 2012, в Хомс. З березня 2013 року інтенсивність їх використання стала наростати, досягши кульмінації 21 серпня 2013 року коли режим Ассада здійснив хімічні атаки в Гуті (провінція Дамаск). За різними оцінками кількість жертв склала від 322 до 1729 чоловік загиблими.
У вересні того ж року була досягнута домовленість про вивезення та знищення хімічної зброї з Сирії. Режим Ассада приєднався до Конвенції про хімічну зброю, була ухвалена резолюція Ради Безпеки ООН 2118, з країни було вивезено 1290 тонн отруйних речовин (закрема зарину, VX, та прекурсори іприту), була знищена інфраструктура для виробництва хімічної зброї. Проте, низка оглядачів підозрювали режим Ассада у неналежному виконанні взятих на себе зобов'язань, в тому числі у приховуванні залишків хімічної зброї та спробах відновити її виробництво.
Однак, хоча режим припинив застосування нервово-паралітичних отруйних речовин, але став ширше застосовувати хлор. З початку 2014 року розпочалась методична компанія скидання наповнених хлором «бочкових бомб» на житлові райони утримуваних опозицією населених пунктів.
Вже до літа 2015 року хімічна зброя опинилась в руках інших озброєних формувань, зокрема ІДІЛ. Відомі випадки застосування бойовиками ІДІЛ іприту й хлору.
4 квітня 2017 року був завданий повітряний удар по місту Хан-Шейхун (провінція Ідліб). Боєприпаси містили отруйну речовину нервово-паралітичної дії, найімовірніше зарин. Загинуло близько 100 осіб (із них понад 20 дітей), іще понад 300 отримали отруєння різного ступеню. Ця атака стала однією з найбільших (за кількістю жертв) хімічних атак після атаки в Гуті.

## Резолюції Ради Безпеки ООН
Станом на початок війни Сирія не була членом Конвенції про хімічну зброю, до якої вона долучилась лише 14 вересня 2013 року. Однак іще в 1968 році вона приєдналась до Женевського протоколу 1925 року про заборону застосування на війні задушливих, отруйних або інших подібних газів та бактеріологічних засобів. У 2012 році представники Сирії заявили, що країна має на озброєнні хімічну та бактеріологічну зброю та скористається нею для відбиття іноземного вторгнення.
Сирійські хімічні озброєння тією чи іншою мірою згадані або підпадають під дію низки резолюцій Ради безпеки ООН, зокрема:
- 1540 (2004),
- 2118 (2013),
- 2209 (2015),
- 2235 (2015),
- 2314 (2016),
- 2319 (2016).